# Lelm
 (septembre 2023).
Lelm est un quartier de la commune de Königslutter am Elm, dans le Land de Basse-Saxe.

## Géographie
Lelm se situe au bord du massif de l'Elm.

## Histoire
Le lieu est mentionné pour la première fois dans un document en 983. L'église millénaire, d'origine romane, est modernisée à plusieurs reprises, comme l'attestent les archives de Johann Christian Dünnhaupt, premier archéologue de Brunswick. Pasteur à Lelm de 1763 à 1786, il découvre le tumulus d'Ole Hai à Elm, où il fait les premières découvertes d'urnes du duché de Brunswick-Lunebourg et publia un livre à ce sujet. Une rue porte également son nom. La plupart des urnes qu'il a fouillées se trouvent aujourd'hui dans le département de préhistoire et d'histoire ancienne du Musée régional du Brunswick à Wolfenbüttel.
Le 1er mars 1974, Lelm est incorporée à la ville de Königslutter am Elm.

## Source, notes et références
- (de) Cet article est partiellement ou en totalité issu de l’article de Wikipédia en allemand intitulé « Lelm » (voir la liste des auteurs).

1. ↑  (de) Statistisches Bundesamt, Historisches Gemeindeverzeichnis für die Bundesrepublik Deutschland. Namens-, Grenz- und Schlüsselnummernänderungen bei Gemeinden, Kreisen und Regierungsbezirken vom 27.5.1970 bis 31.12.1982, 1983 (ISBN 3-17-003263-1)